# Franziskuswerk Schönbrunn

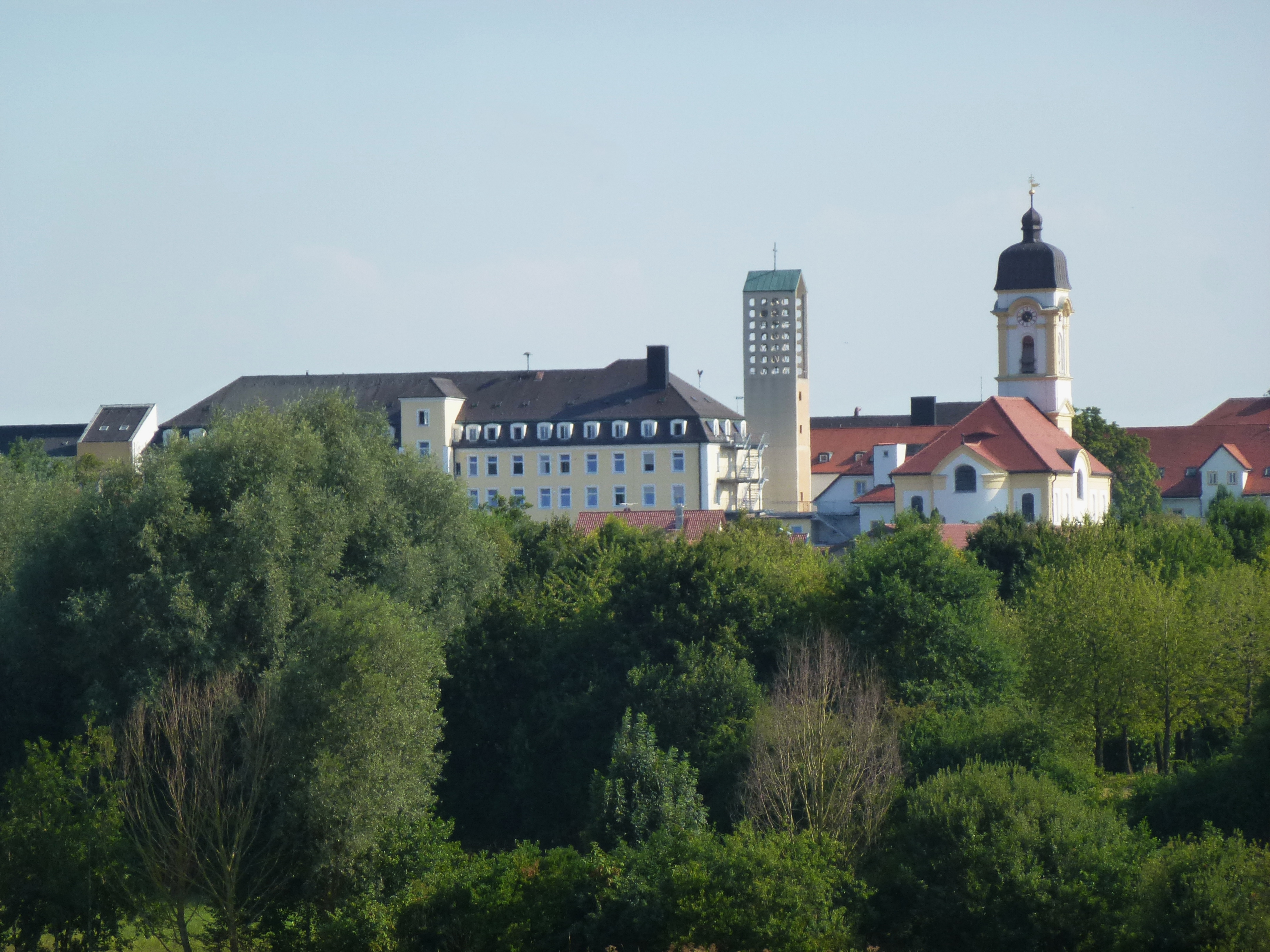
Gebäude des Franziskuswerks mit Klosterkirche St. Josef und benachbarter Kirche Hl. Kreuz

Das Franziskuswerk Schönbrunn ist ein Unternehmen für soziale Arbeit mit Hauptsitz in Schönbrunn, Gemeinde Röhrmoos in Bayern. In den Einrichtungen des Franziskuswerks Schönbrunn leben 850 Bewohner mit geistiger Behinderung. Es beschäftigt etwa 1600 Mitarbeiter. Seine Rechtsform ist gemeinnützige Gesellschaft mit beschränkter Haftung. Zu den Liegenschaften zählt Schloss Schönbrunn.

## Geschichte
Im Jahr 1861 wurde durch Viktorine von Butler-Haimhausen in Haimhausen ein Armen-Mädchenhaus gegründet. Im Folgejahr kaufte sie das stark renovierungsbedürftige Schlossgut Schönbrunn. Dort nahm sie zusammen mit fünf Schwestern im Jahr 1863 die Arbeit auf mit dem Ziel, ein Heim für alte und pflegebedürftige Frauen zu schaffen und jungen Frauen aus ärmlichen Verhältnissen eine Erziehung und Ausbildung zu ermöglichen. Bereits in den Anfangsjahren kommen vermehrt Menschen mit geistiger Behinderung nach Schönbrunn. Im Jahr 1864 wird in Schönbrunn eine Schule eingerichtet, in der alle lernfähigen Bewohner in den Elementarfächern der Volksschule unterrichtet werden. Im Jahr 1866 wurde ein Betsaal im Obergeschoss des ehemaligen Schlosses Schönbrunn errichtet. Die Einrichtung entwickelte und vergrößerte sich mit den Jahren und die Zahl der sogenannten Pfleglinge nahm zu. Im Jahr 1880 baute man eine Kirche.
Im Jahr 1911 wurde in Schönbrunn eine franziskanische Ordensgemeinschaft nach bischöflichem Recht gegründet, die Kongregation der Dienerinnen der göttlichen Vorsehung. Mit Hilfe der zugehörigen Landwirtschaft konnte auch während des Ersten Weltkrieges die Versorgung der Einrichtung sichergestellt werden. Die heutige Klosterkirche St. Georg stammt aus dem Jahr 1922 und wurde 1932 um 8 Meter verlängert. In den Jahren 1920 bis 1936 wurde die Einrichtung erweitert, die Infrastruktur, Wasserversorgung und Straßen ausgebaut und die Anzahl der Bewohner stieg von 475 auf etwa 1200.

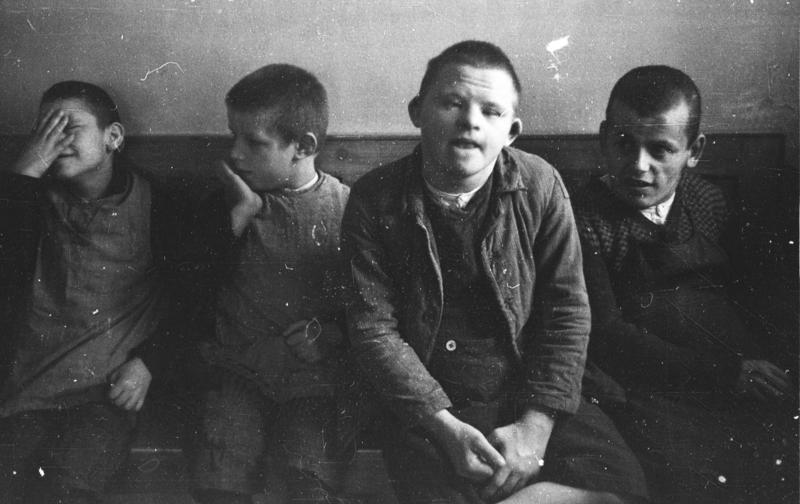
Kinder in der Heilanstalt Schönbrunn, 1934. Propagandafotografie von SS-Fotograf Franz Bauer

In der Zeit des Nationalsozialismus wurden viele Bewohner Opfer der Zwangssterilisation. Ab dem Jahr 1940 wurden 905 Bewohner größtenteils in das Bezirkskrankenhaus Haar verlegt. Von ihnen wurden mindestens 546 Menschen im Rahmen der NS-Krankenmorde umgebracht, mindestens 200 von ihnen in der NS-Tötungsanstalt Hartheim. Im Bezirkskrankenhaus Haar selbst gab es eine „Kinderfachabteilung“ zur Tötung mit Luminal und „Hungerhäuser“. Zu den Einzelschicksalen zählt das der 13-jährigen Edith Hecht, die am 2. Juni 1944 nach Eglfing-Haar gebracht worden war; ihre Eltern wurden am 23. Dezember 1944 über ihren Tod informiert. Der damalige Direktor Joseph Steininger kooperierte mit dem Gesundheitsamt der Stadt München und war damit aktiv am Euthanasieprogramm der Nationalsozialisten beteiligt. Ab 1944 konnten evakuierte Patienten aus München in der Anstalt untergebracht werden.
Der nach dem Zweiten Weltkrieg über Jahrzehnte als ärztlicher Standespolitiker bundesweit tätige Hans Joachim Sewering war als Arzt ab 1942 in Schönbrunn tätig. Neuere Auswertung von Patientenakten belegen neun individuell abgefasste Überweisungen Sewerings von Schönbrunn nach Eglfing-Haar, wovon fünf Patienten dort zu Tode kamen. Sewering bestritt zeitlebens gewusst zu haben, was mit den Patienten nach der Überstellung geschah.
Die Nachkriegszeit war geprägt vom Wiederaufbau der Einrichtung. Ab dem Jahr 1972 wurden durch die rückläufige Anzahl der Ordensschwestern auch weltliche Mitarbeiter eingestellt. In den Folgejahren wurde die Einrichtung beständig erweitert und diversifiziert. Die Anstalt Schönbrunn entwickelte sich zu einer der größten Einrichtung für Menschen mit geistiger und mehrfacher Behinderung in Bayern.
In den Jahren 1984/85 wurde die Kirche innen und außen völlig neu gestaltet.
Im Jahr 1992 leitete die Kongregationsleitung der Franziskanerinnen einen Organisationsentwicklungsprozess ein. Im Jahr 1994 wurde die Anstalt in Franziskuswerk Schönbrunn umbenannt, mit weltlicher Geschäftsführung und verschiedenen Einrichtungen der Behindertenhilfe.

## Struktur
Zu den Einrichtungen zählen:
Wohnen:
·        Wohnen für Kinder, Jugendliche und Erwachsene
·        Wohnen für Senioren und ältere Menschen
·        Ambulant begleitetes Wohnen

Kindertagesstätten: 
·        Kindertagesstätte Benjamin, Schönbrunn
·        Burgkindergarten, Röhrmoos
·        Kindertagesstätte St. Vinzenz, Markt Indersdorf
·        Kindervilla St. Klara, Dachau
·        Kinderkrippe St. Franziskus, Dachau
Schulen:
·        Viktoria-von-Butler-Schule
·        Dr.-Elisabeth-Bamberger-Schule

Heilpädagogische Tagesstätten:
·        Frühförderstelle
·        Heilpädagogische Kindergruppe
·        Heilpädagogische Tagesstätte schulisch

Beruf und Bildung:
·        Die Werkstatt für behinderte Menschen bietet ausgehend von Interessen und Fähigkeiten ein vielfältiges Angebot mit rund 350 Arbeitsplätzen
·        Die Edith-Stein-Förderstätte bietet Menschen mit Behinderung, Teilhabe an der Gesellschaft, am Arbeitsleben und Assistenz zur persönlichen Weiterentwicklung und zum Erwerb praktischer Kenntnisse und Fähigkeiten
·        Die Franziskuswerk Akademie (Berufsfachschule für Heilerziehungspflege, Berufsfachschule für Pflege und Altenpflege, Berufsfachschule für Ergotherapie, Berufsfachschule für Sozialpflege, Fachakademie für Heilpädagogik) ist das Ausbildungszentrum des Franziskuswerks.

Fachdienst Kultur und Freizeit

## 7-Klöster-Weg
Das Kloster ist auch eine Station des 7-Klöster-Wegs, einem Radweg, der sieben bestehende oder ehemalige Klöstern im Dachauer- und Wittelsbacher Land miteinander verbindet. Die Klöster sollen durch diesen 100 km langen Radweg wieder ins Bewusstsein gerufen und erfahrbar werden. Die sieben Klöster sind: Kloster Schönbrunn, Kloster Weichs, Kloster Indersdorf, Kloster Petersberg, Kloster Altomünster, Kloster Maria Birnbaum in Sielenbach und Kloster Taxa bei Odelzhausen.